# リガ市電
リガ市電（ラトビア語: Tramvaju satiksme Rīgā）は、ラトビアの首都・リガを走る路面電車。リガの旧市街や新市街に大規模な路線網を有し、2020年現在は路線バスやトロリーバス（リガ・トロリーバス）と共に、リガの公共交通機関を管理するリガ市交通局によって運営されている。

## 歴史
リガ市電のルーツは、1882年に3つの系統で営業運転を開始した馬車鉄道である。この路線は実業家のE.L.デュポン（E.L.Dupont）によって設立された私営企業によって運営され、延伸を重ねた事で1888年にはリガ市内に5つの系統の馬車鉄道が運行する事となった。これらの路線を電化する計画が動き出したのは1900年で、当時馬車鉄道を運営していた合資会社とリガ市の行政委員会との間に電化設備の建設や運営に関する契約が交わされた。そして、翌1901年から7つの系統で路面電車の営業運転が始まり、従来使用されていた馬車鉄道の客車は電車に牽引される付随車に改造された。
その以降も路線の延伸は続き、第一次世界大戦中の1915年からは一時的に全系統の運行が停止したが、1920年には営業運転を再開している。当時の市電の運営は馬車鉄道から引き続き合資会社によって行われていたが、電化建設時の契約期限に伴い、1931年をもって市電を含めた公共交通機関はリガ市が管理する公営路線となった。リガ市の中にこれらの交通機関を運営する「輸送局」が設立されたのは1934年のことである。
第二次世界大戦の被害からの復興を経たリガ市電には、地元の鉄道車両メーカーであるリガ車両製作工場製の路面電車車両が導入されるようになり、1962年から車掌の乗務を廃止し乗客自身が精算や刻印を行う信用乗車方式が導入された。一方、1950年代以降は路線バスやトロリーバス網の延伸に伴い路線の再編が進み、1965年には一部路線の廃止も行われたが、1980年代以降は新たな路線の開通も実施されている。また車両についても、1974年以降はチェコスロバキア（現：チェコ）のタトラ国営会社スミーホフ工場（→ČKDタトラ）製の電車が多数導入されるようになった。
1991年のラトビアの独立が正式に回復した後、リガ市電では既存の車両の機器を更新するプロジェクトが実施され、1998年から2002年まで長期間に渡って改造工事が行われた。その後、2000年代以降は本格的な路線の近代化が実施されており、超低床電車の継続的な導入に加えて路面電車の線路の更新が進んでいる。路面電車を含めた公共交通機関の利用客は増加傾向にあり、2019年度のリガ市電の利用客数は2,467,388人を記録している。

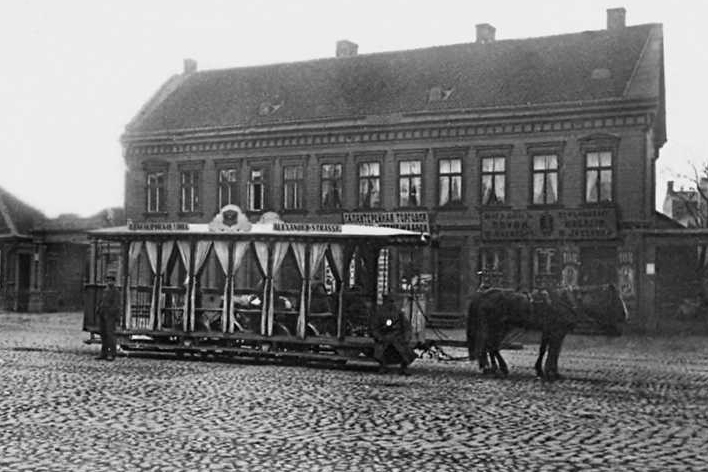
リガ市内で運行していた馬車鉄道（1900年頃撮影）
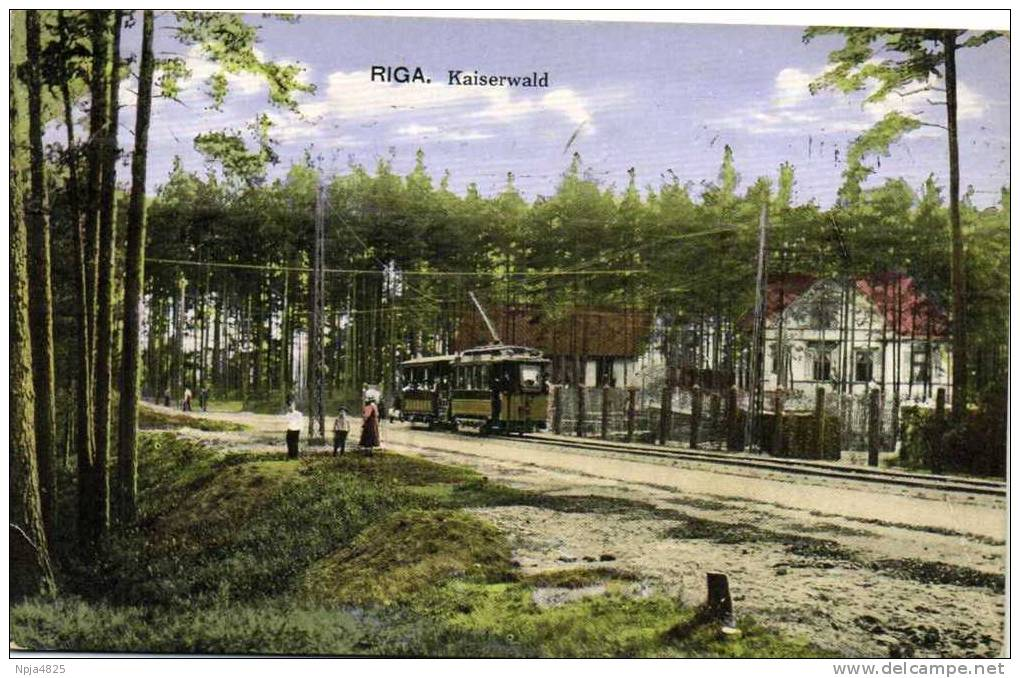
初期の路面電車を描いた絵画
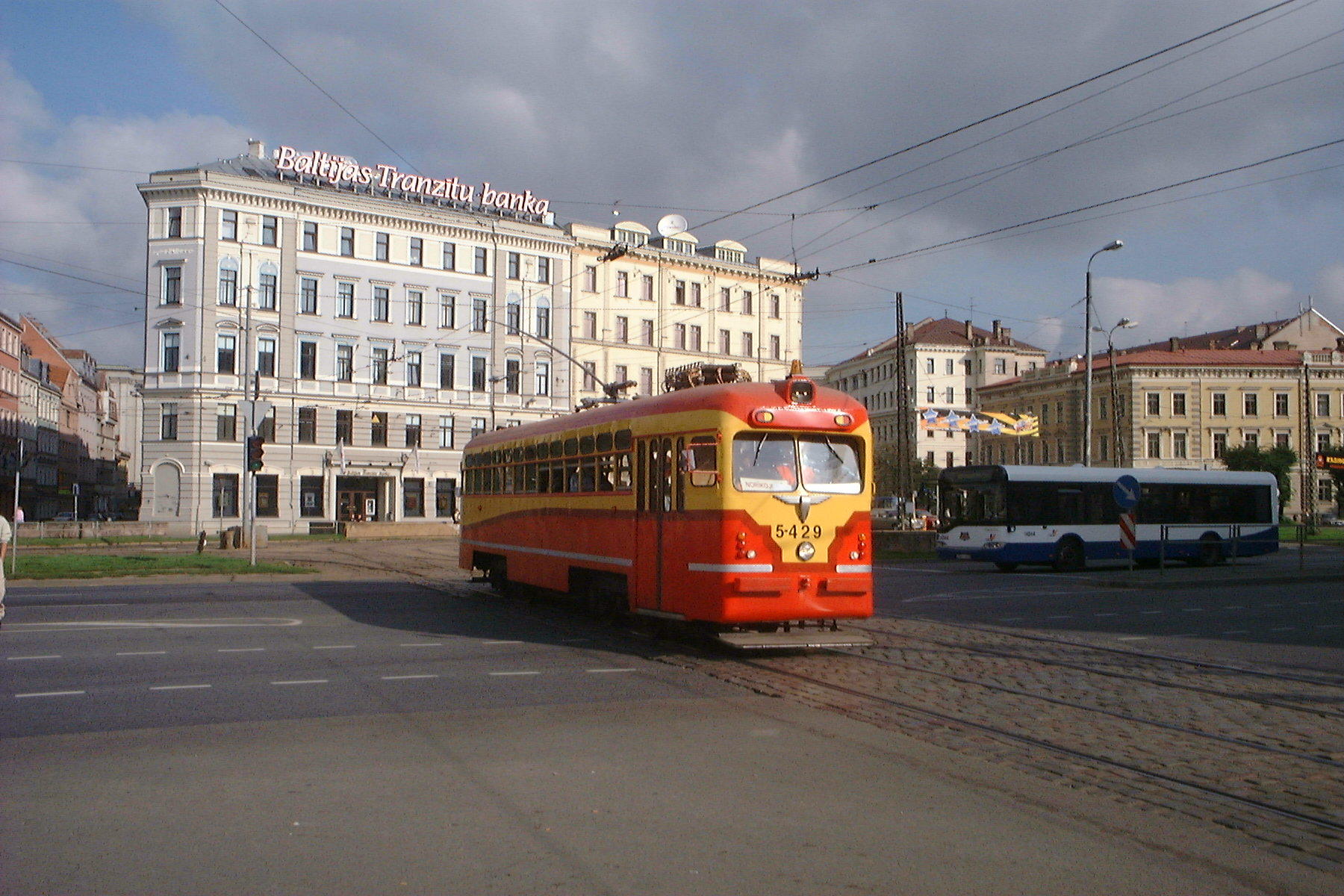
1950年代 -1970年代には地元のリガ車両製作工場製の電車が導入された（2004年撮影）

## 運用

### 系統

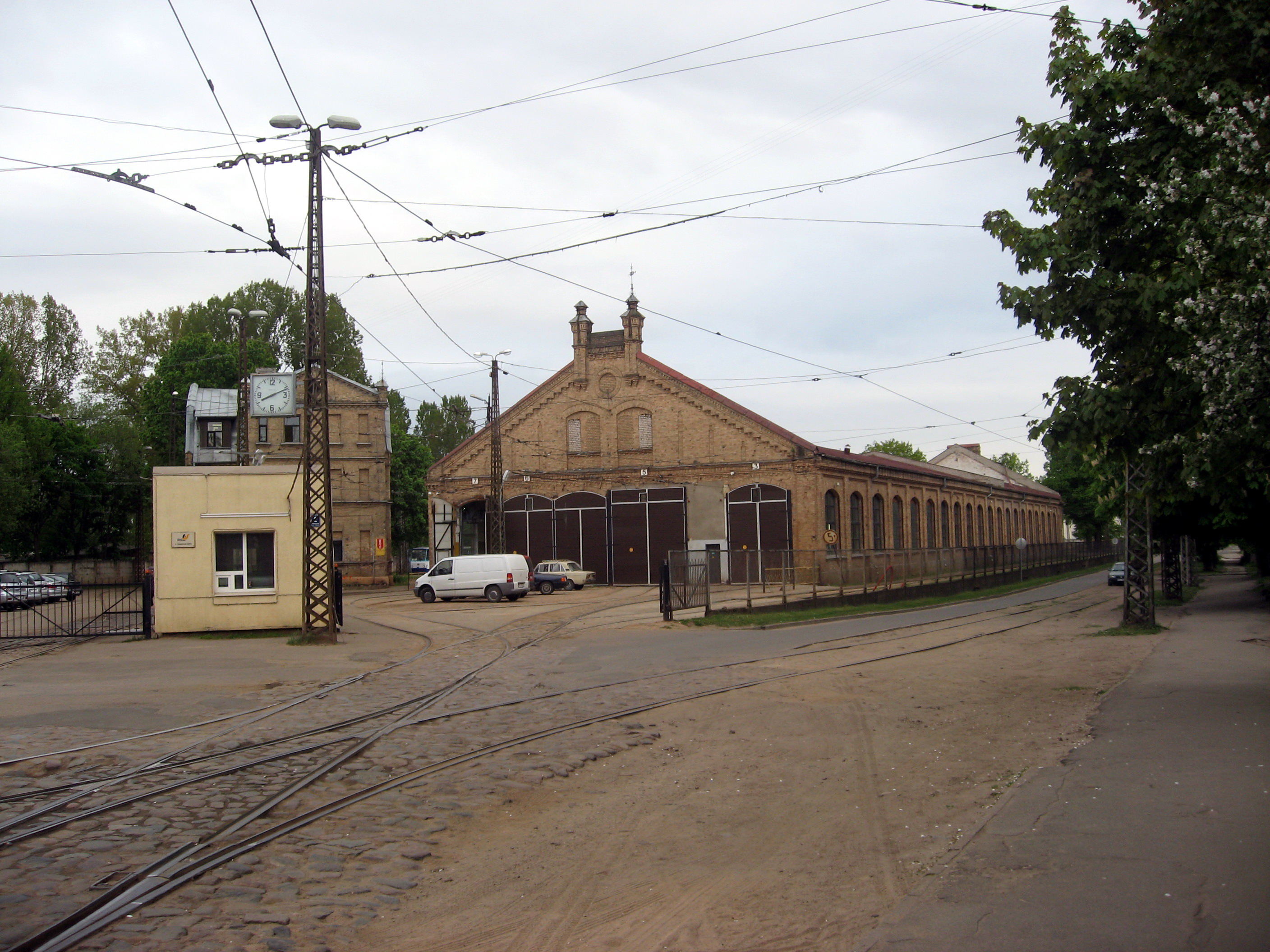
3番車庫（2008年撮影）

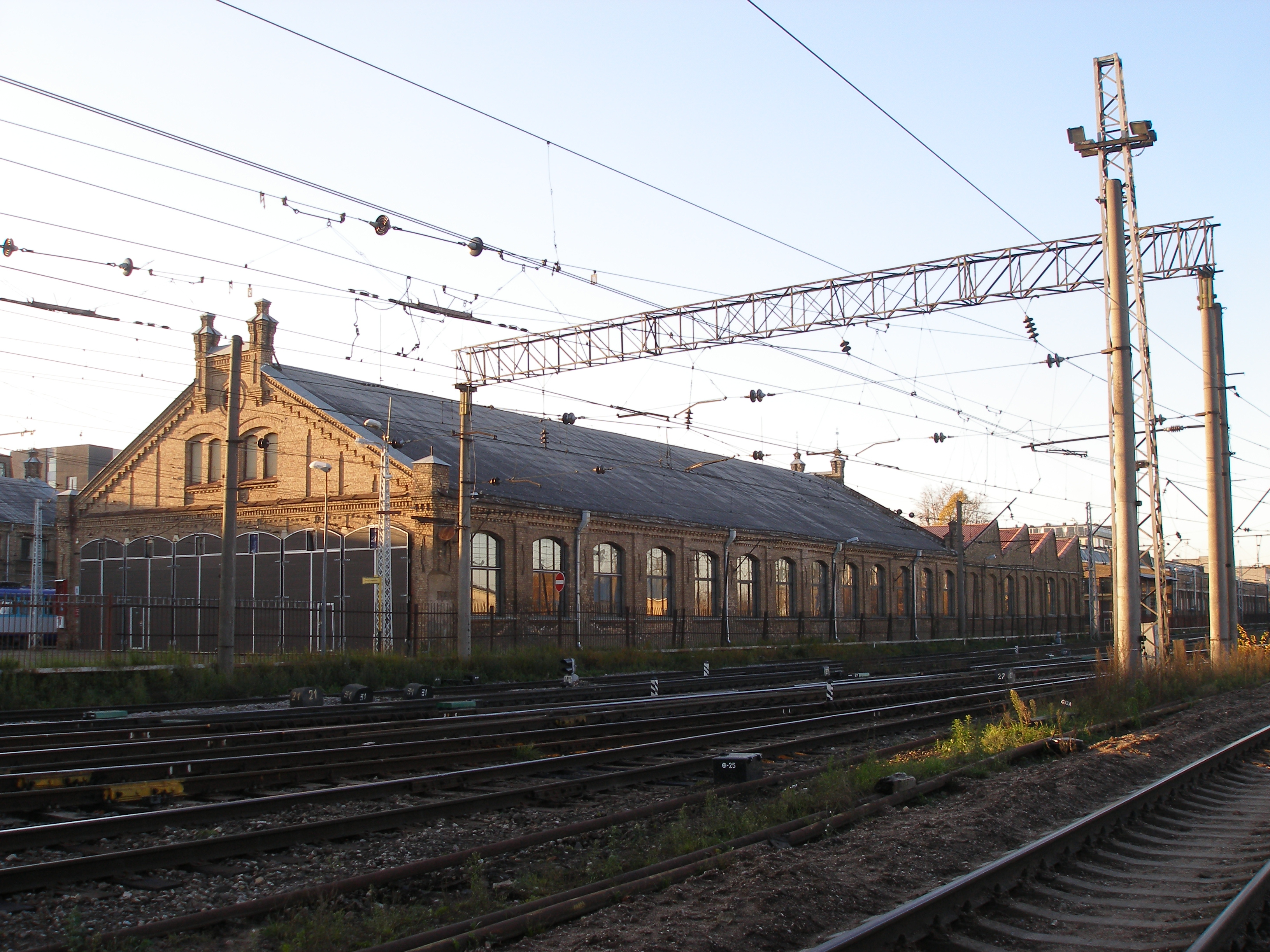
5番車庫（2009年撮影）

2020年現在、リガ市電では以下の8つの系統が運行しており、市内中心部から放射状に延びる路線網を有する。11系統を除く全系統が経由する環状線のCentrāltirgus電停、13.janvāra iela電停など、一部の電停には一方向の列車のみ停車するため注意を要する。
| 系統名 | 起点          | 終点        | 備考         |
| ------ | ------------- | ----------- | ------------ |
| 1      | Imanta        | Jugla       |              |
| 2      | Centrāltirgus | Tapešu iela |              |
| 3      | Jugla         | Ķengarags   | 平日のみ運行 |
| 5      | Iļģuciems     | Mīlgrāvis   |              |
| 7      | Ausekļa iela  | Ķengarags   |              |
| 9      | Aldaris       | Ķengarags   | 平日のみ運行 |
| 10     | Centrāltirgus | Bišumuiža   |              |
| 11     | Ausekļa iela  | Mežaparks   |              |

### 運賃
リガ市電を始めとするリガ市交通局の公共交通機関では、運賃の支払いに「e talons」と呼ばれる電子チケットが用いられている。各地に設置されている券売機やキオスクから購入することが出来、乗車時や降車時には扉付近に設置されているカードリーダーへ接触させる必要がある。初乗り運賃となる1回乗車分の運賃は1.15ユーロ、1時間分の運賃は2.30ユーロで、自転車や手荷物は無料で乗せる事が出来るが、ペットはかごに入れた状態のみ無料であり、紐に繋げた状態で乗車する場合には1.5ユーロが加算される。

## 車両
2020年の時点でリガ市電に在籍する路面電車車両は以下の通りである。集電装置はシングルアーム式パンタグラフを採用した超低床電車の15Tを除いて、全形式ともポールを用いる。

### T3

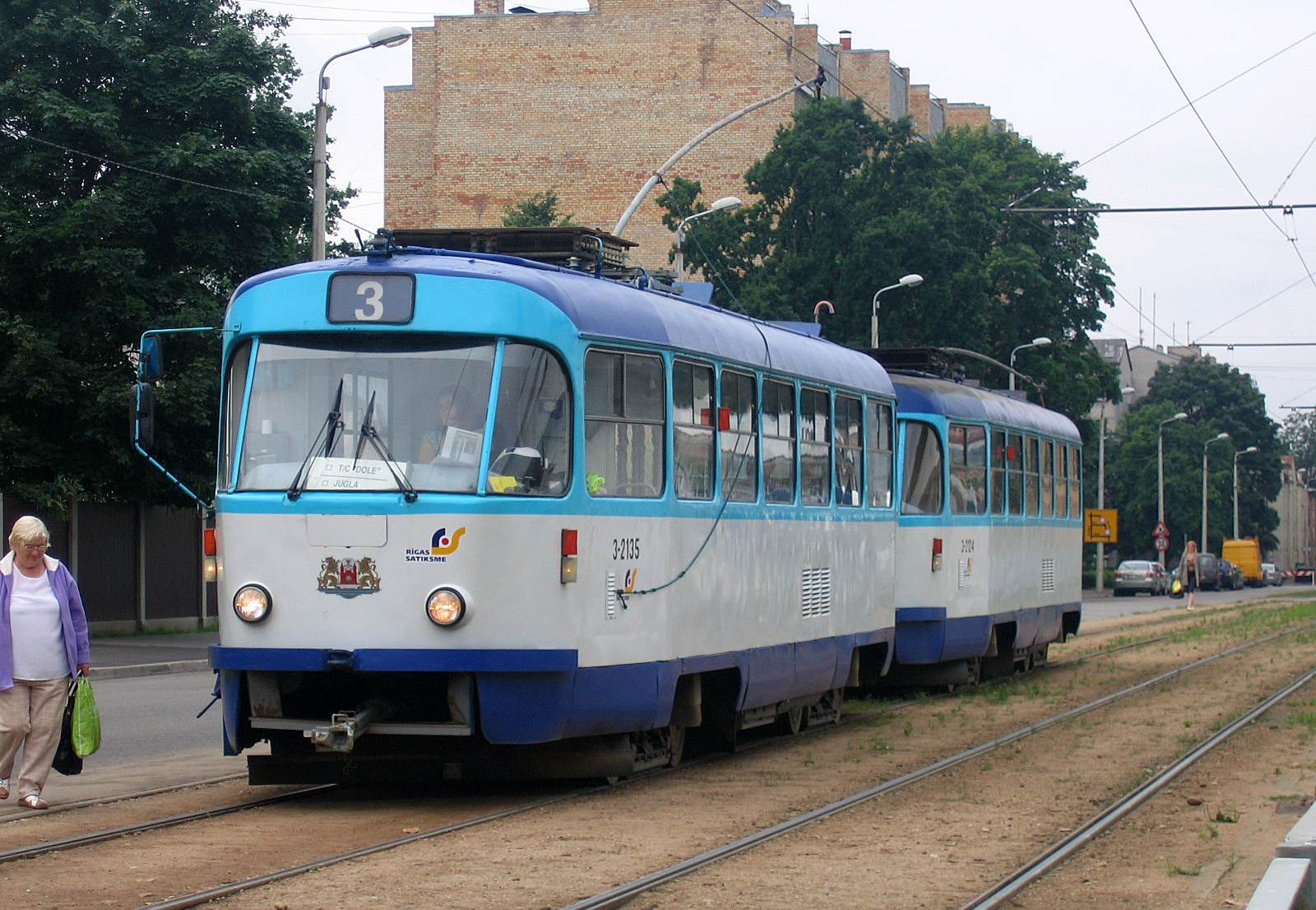
タトラT3A（2009年撮影）

かつてチェコスロバキア（現：チェコ）のプラハに存在したタトラ国営会社スミーホフ工場（→ČKDタトラ）で、東側諸国へ向けて1万両以上の大量生産が実施された路面電車車両。リガ市電にはソビエト連邦仕様のT3SUが1974年から1987年にかけて243両が導入された。1998年以降は制御装置の交換（抵抗制御→サイリスタチョッパ制御）や回生ブレーキの搭載などの機器更新や車体修繕が2002年まで長期間実施され、対象となった計191両は形式名が「T3A」に改められた。
2020年現在リガ市電に在籍するのはこのT3Aであり、市電の各系統で運用されている一方、超低床電車導入により置き換えが進んでおり、一部はドネツィク（ドネツィク市電）やハルキウ（ハルキウ市電）など他国の都市へ譲渡されている。

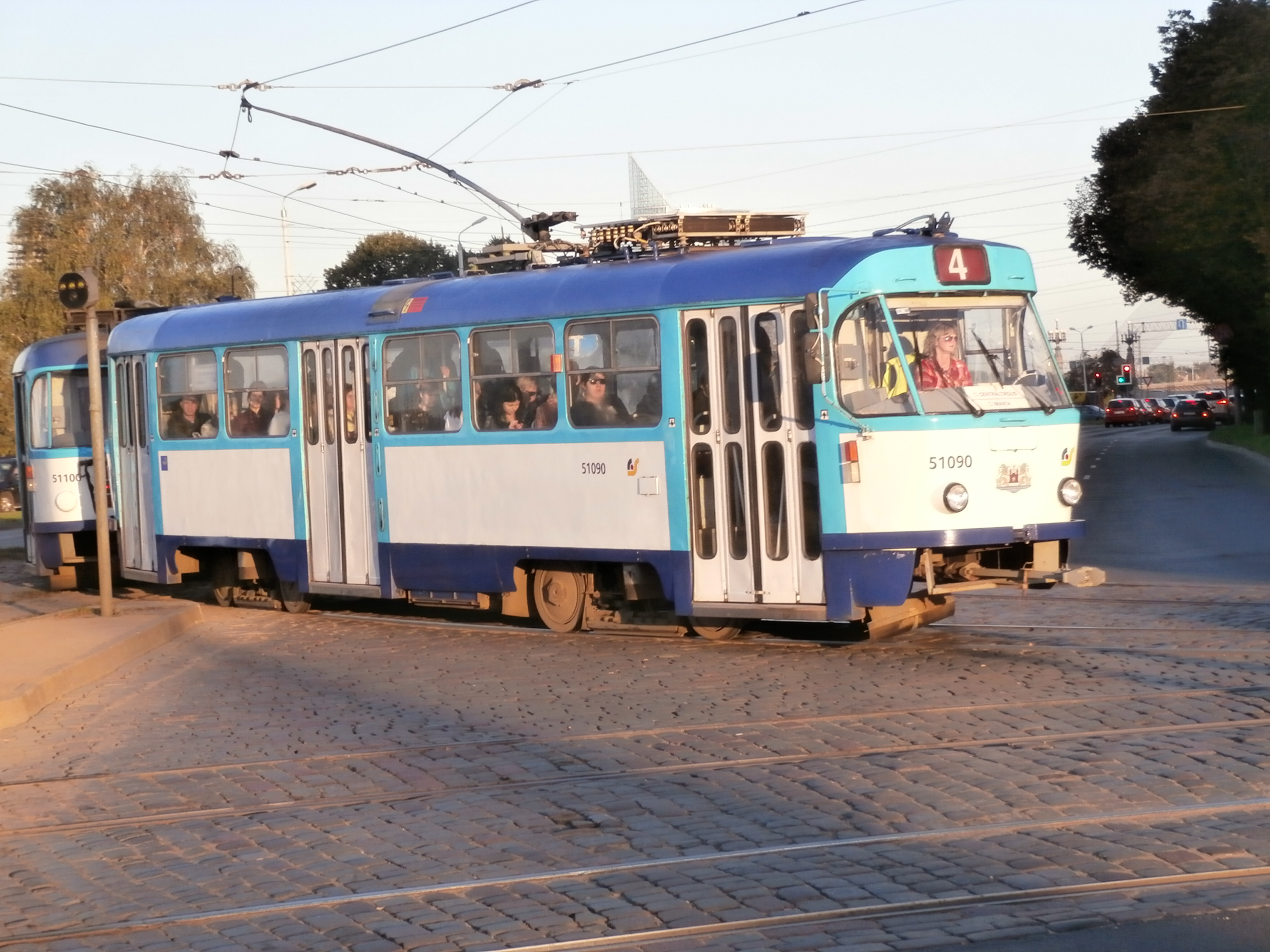
タトラT3A（2014年撮影）
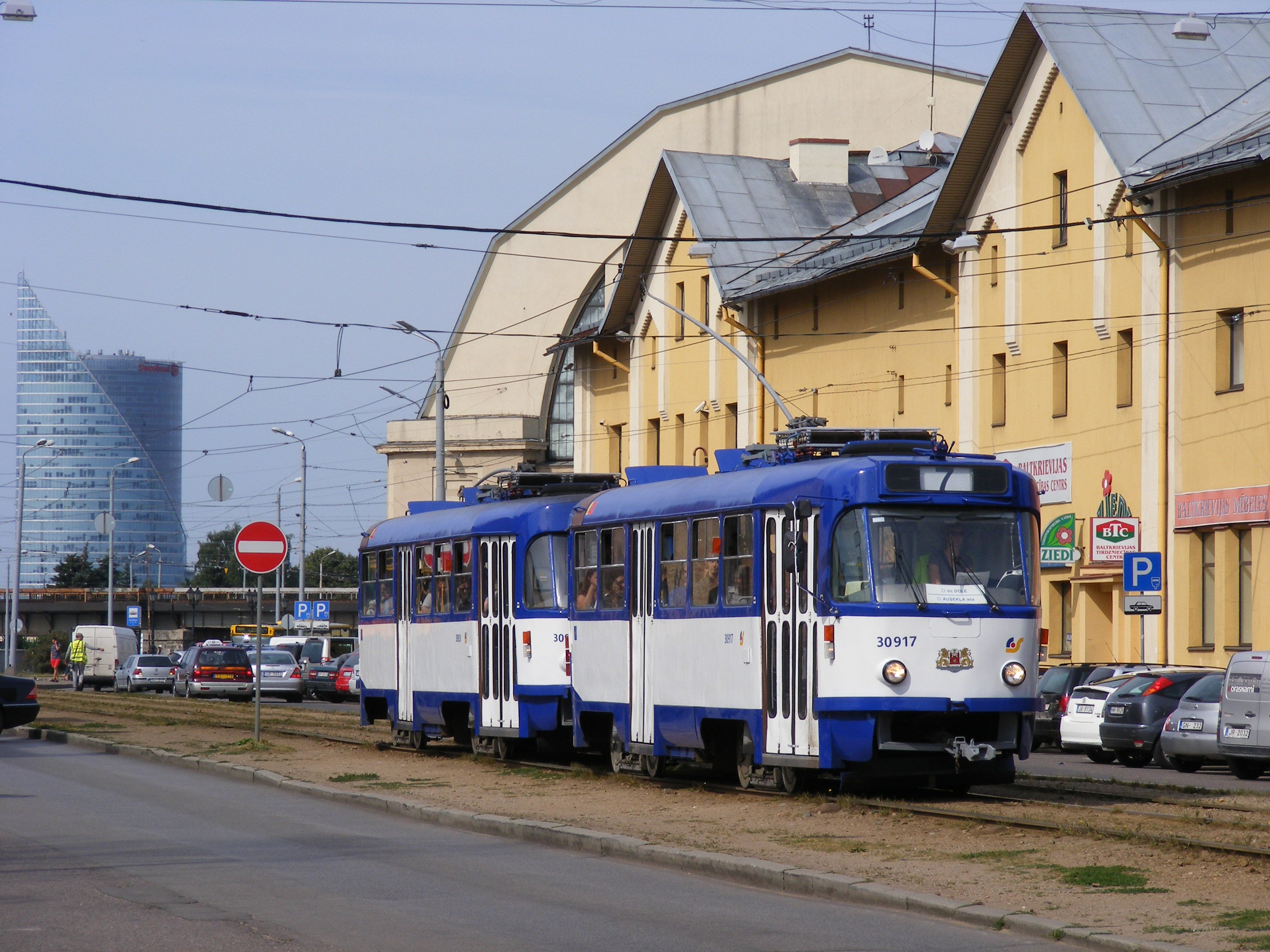
タトラT3A（2015年撮影）
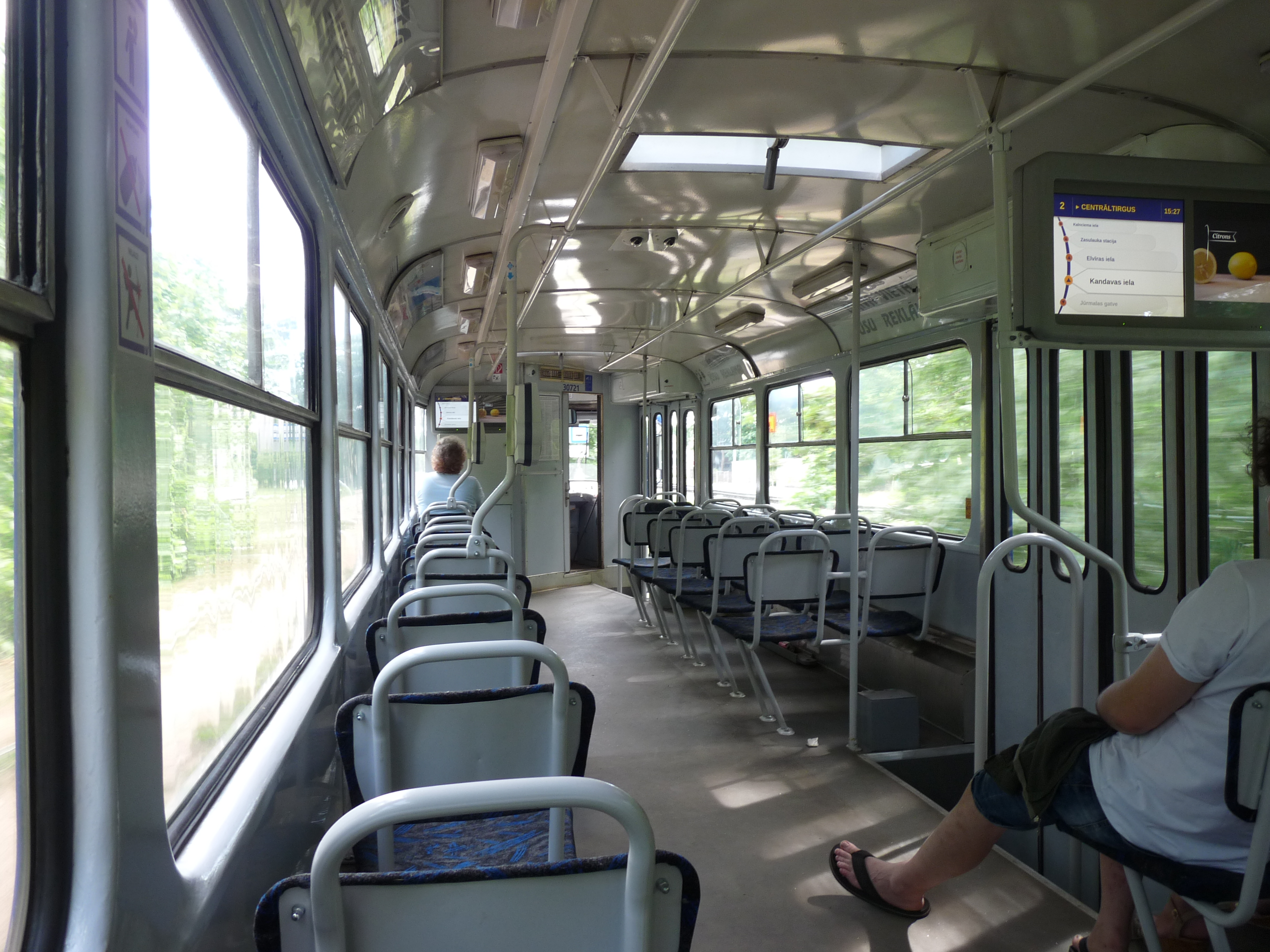
車内

### T3M

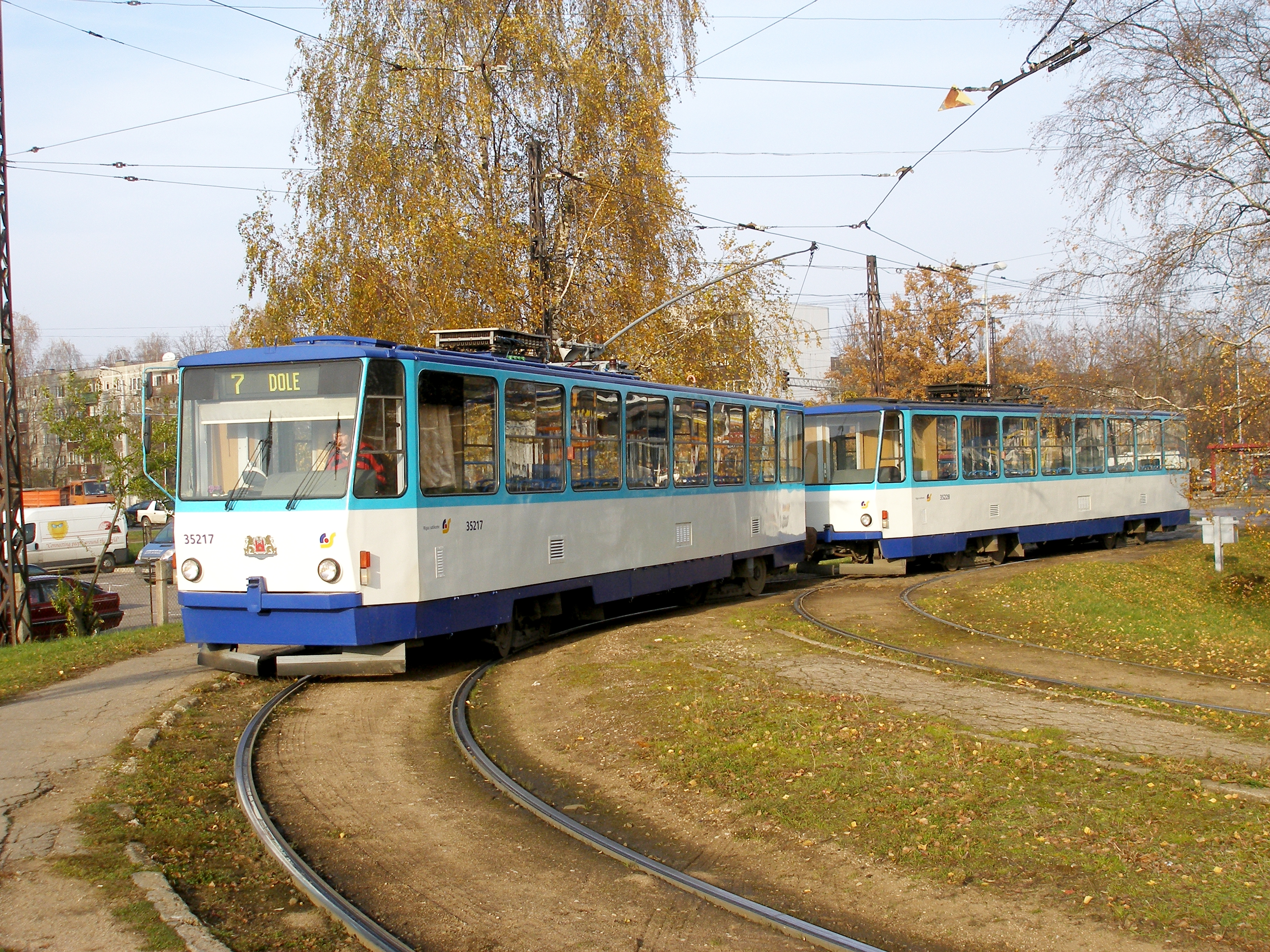
タトラT3M（2010年撮影）

サイリスタチョッパ制御装置や直線を多用した車体デザインなどの新たな要素を多数導入した、T3の後継車両として開発された形式。製造メーカーのČKDタトラによる正式名称は「T6B5SU」だが、ソビエト連邦および崩壊後の各国では「T3M」と言う形式名で呼ばれている。
リガ市電には1988年から1990年にかけて62両が導入され、それまで使用されていた旧型車両を置き換えた。2両編成での運用を前提としているため、後方に連結される車両は運転台の設備の多くが撤去され車庫など限られた区間でのみ単独での走行が可能となっている。また2005年から2007年にかけては30両を対象に回生ブレーキの搭載を始めとした更新工事が実施され、形式名も「T3MR」に変更されている。

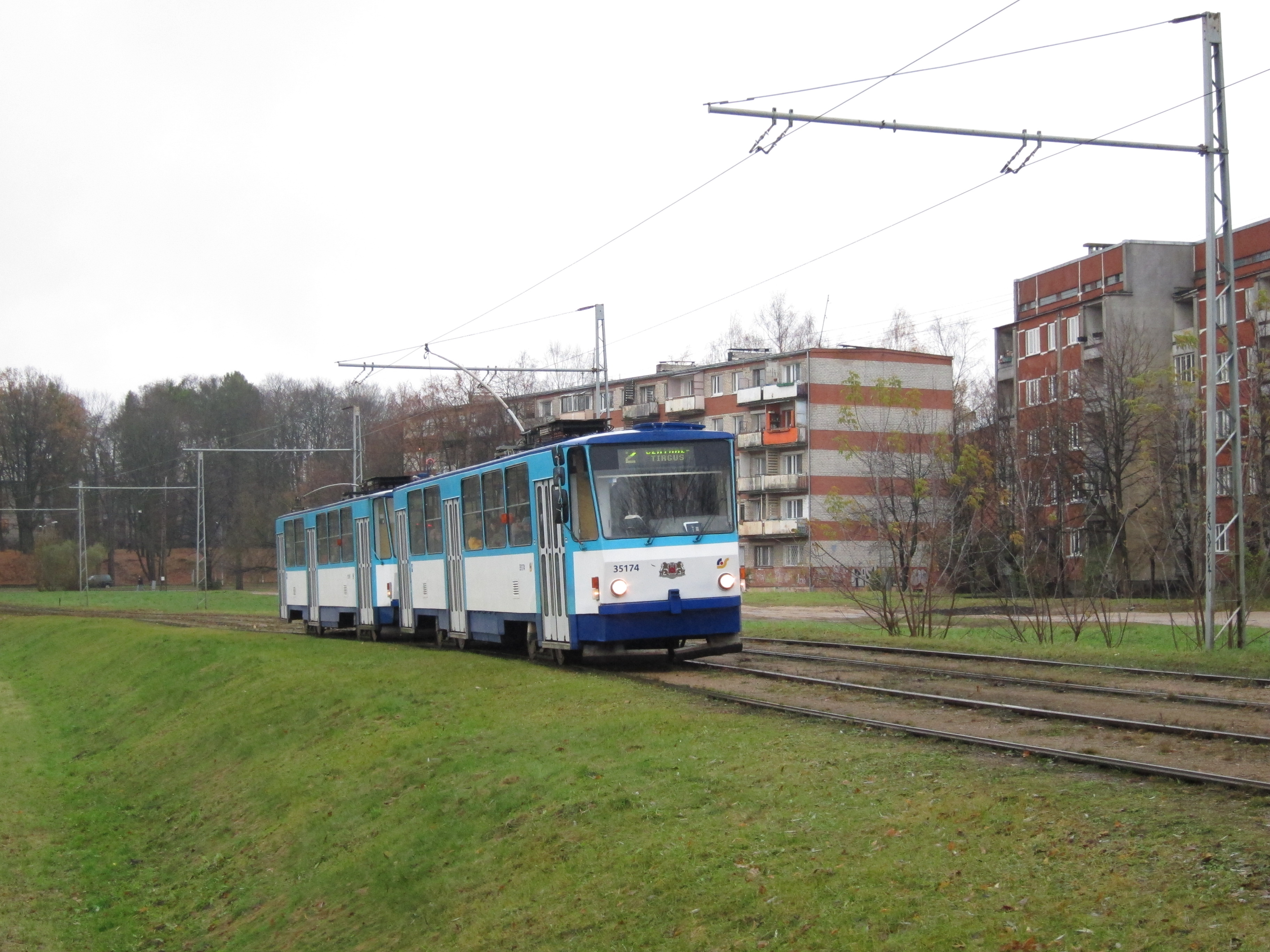
タトラT3M（2012年撮影）
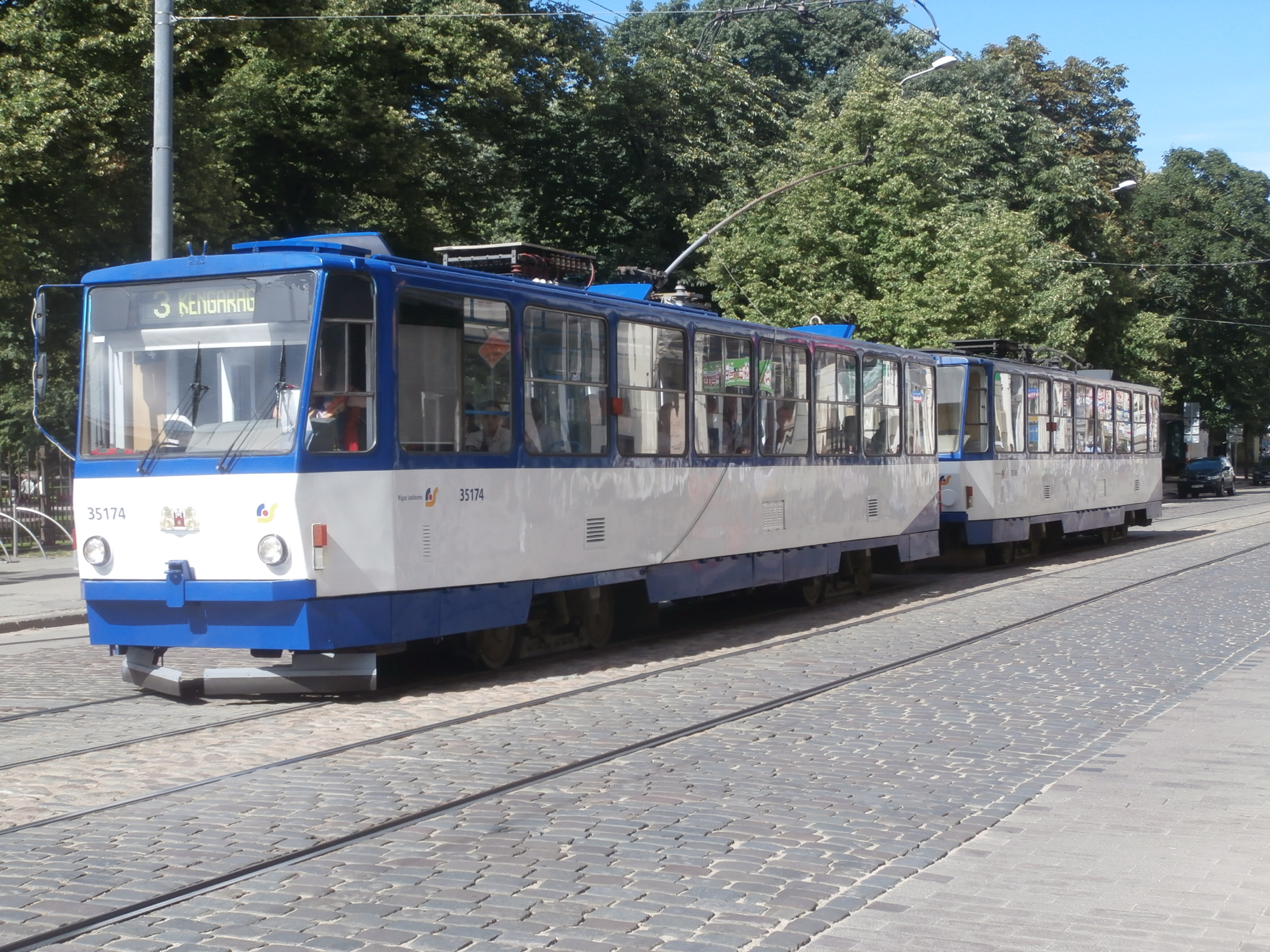
タトラT3M（2016年撮影）

### 15T

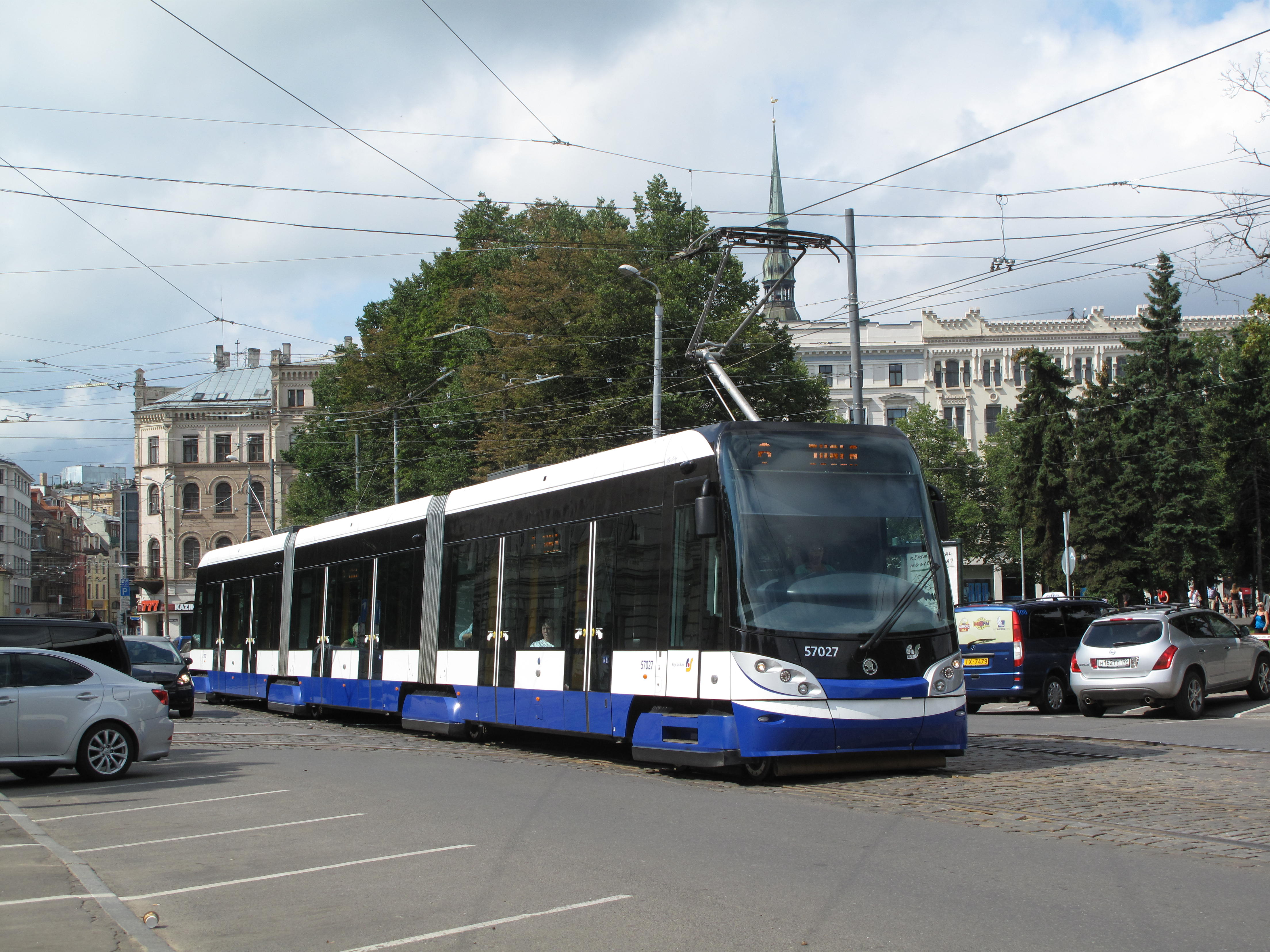
15T（3車体連接車、2011年撮影）

チェコのシュコダ・トランスポーテーション製の超低床電車。リガ市電の近代化計画に合わせてラトビアの独立回復後初の新型車両として導入され、2010年に3車体連接車が、2012年に4車体連接車が営業運転を開始した。主に線路や架線、電停などの近代化を実施した系統で使用されている。

### "レトロトラム"

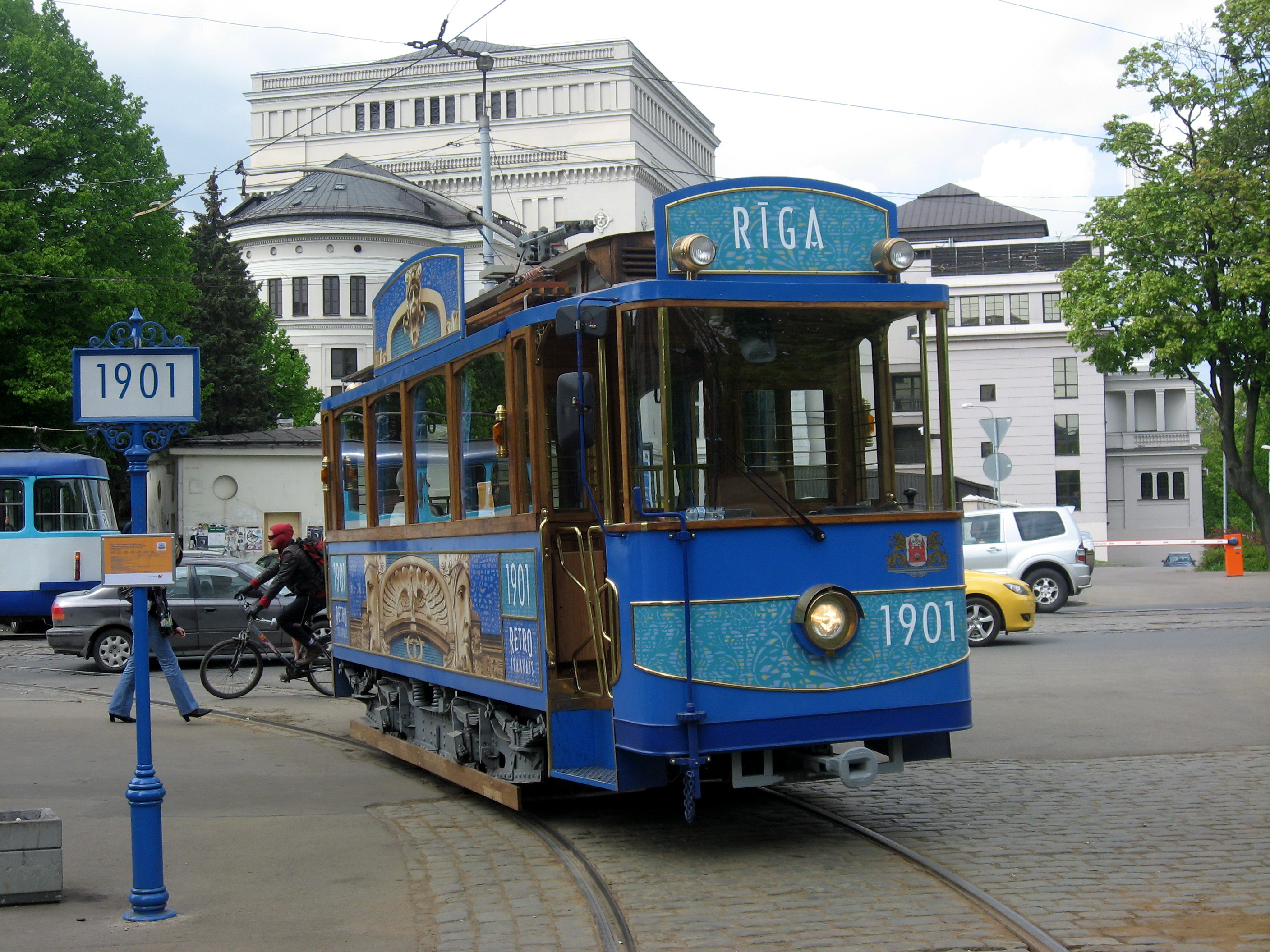
"レトロトラム"（2008年撮影）

リガ市電が開業100周年を迎えた1982年に製造されたレトロ調の電車。1909年から1910年にかけて導入された2軸車の図面や写真を基に作られ、5月から10月の週末や祝日に「レトロトラム」（Retro Tramvajs）として保存運転を行っている。定員は28人（着席18人）で、料金は2ユーロ、7歳以下の子供は無料となっている。

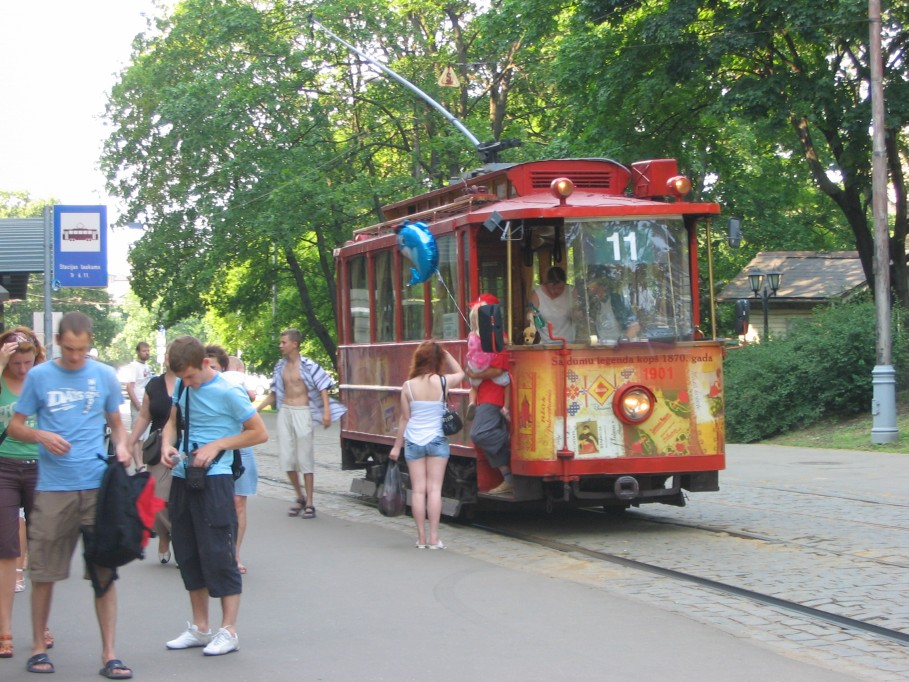
"レトロトラム"（2006年撮影）

### 事業用車両

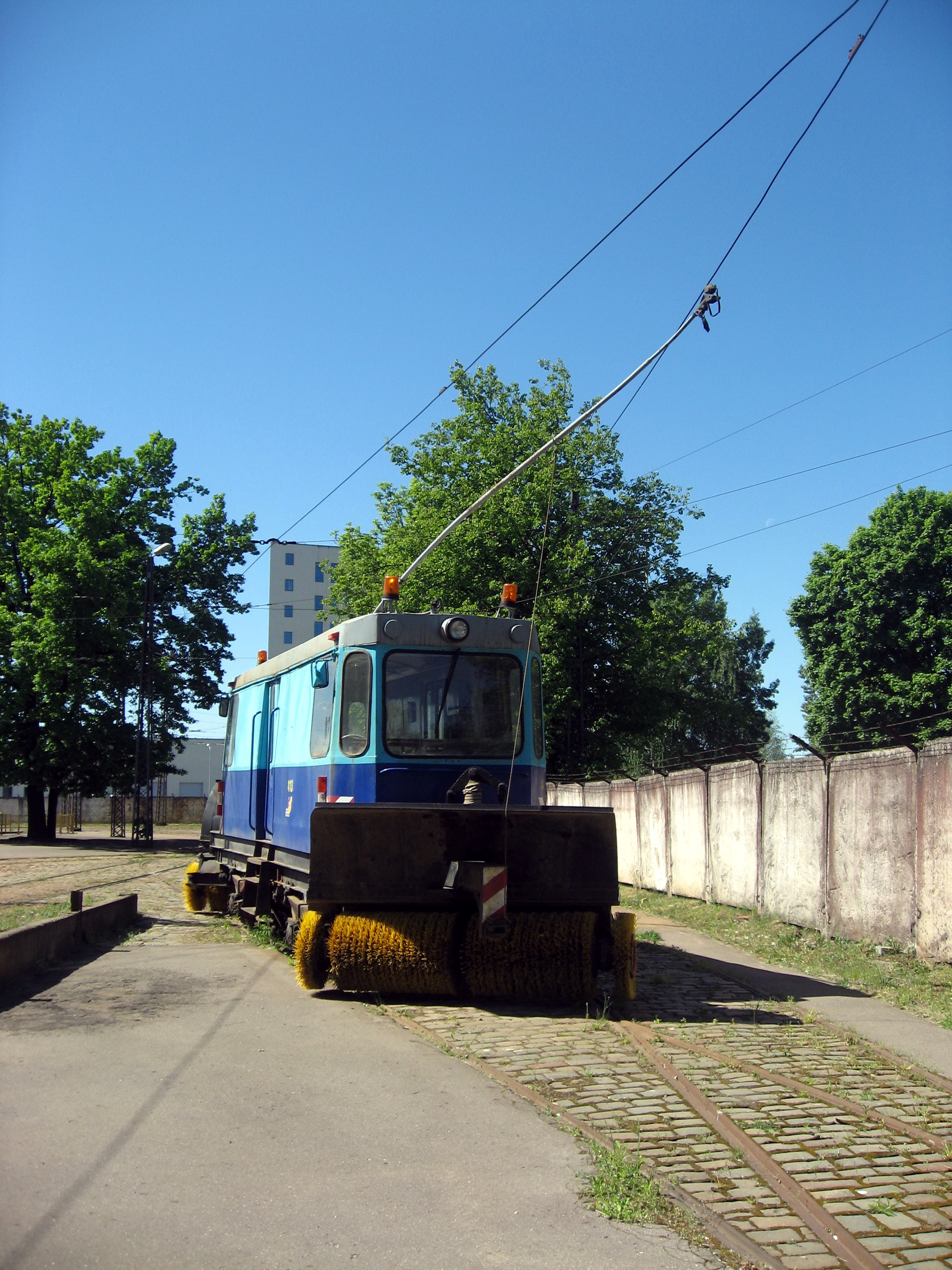
ブルーム式除雪車
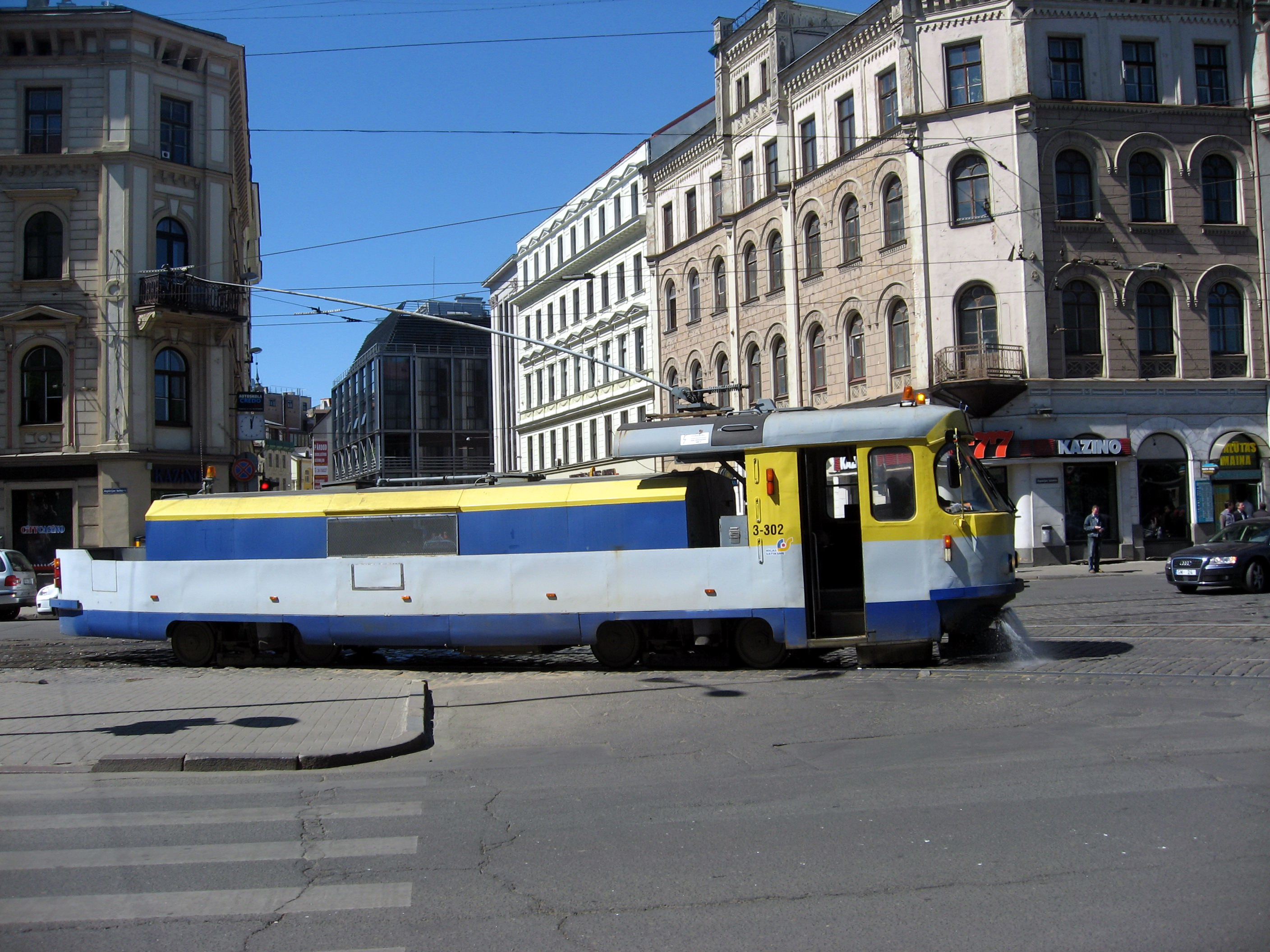
散水車
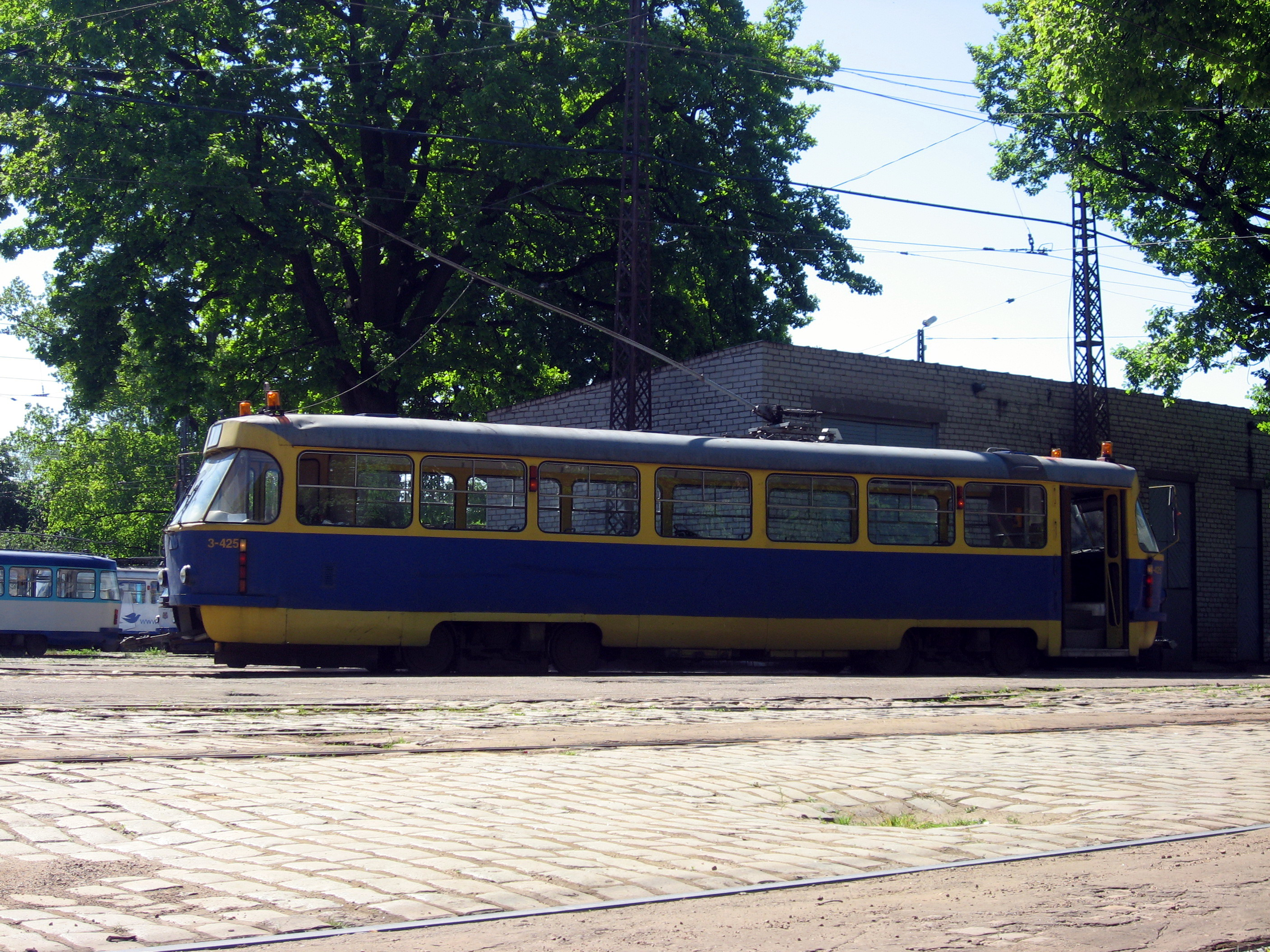
作業車
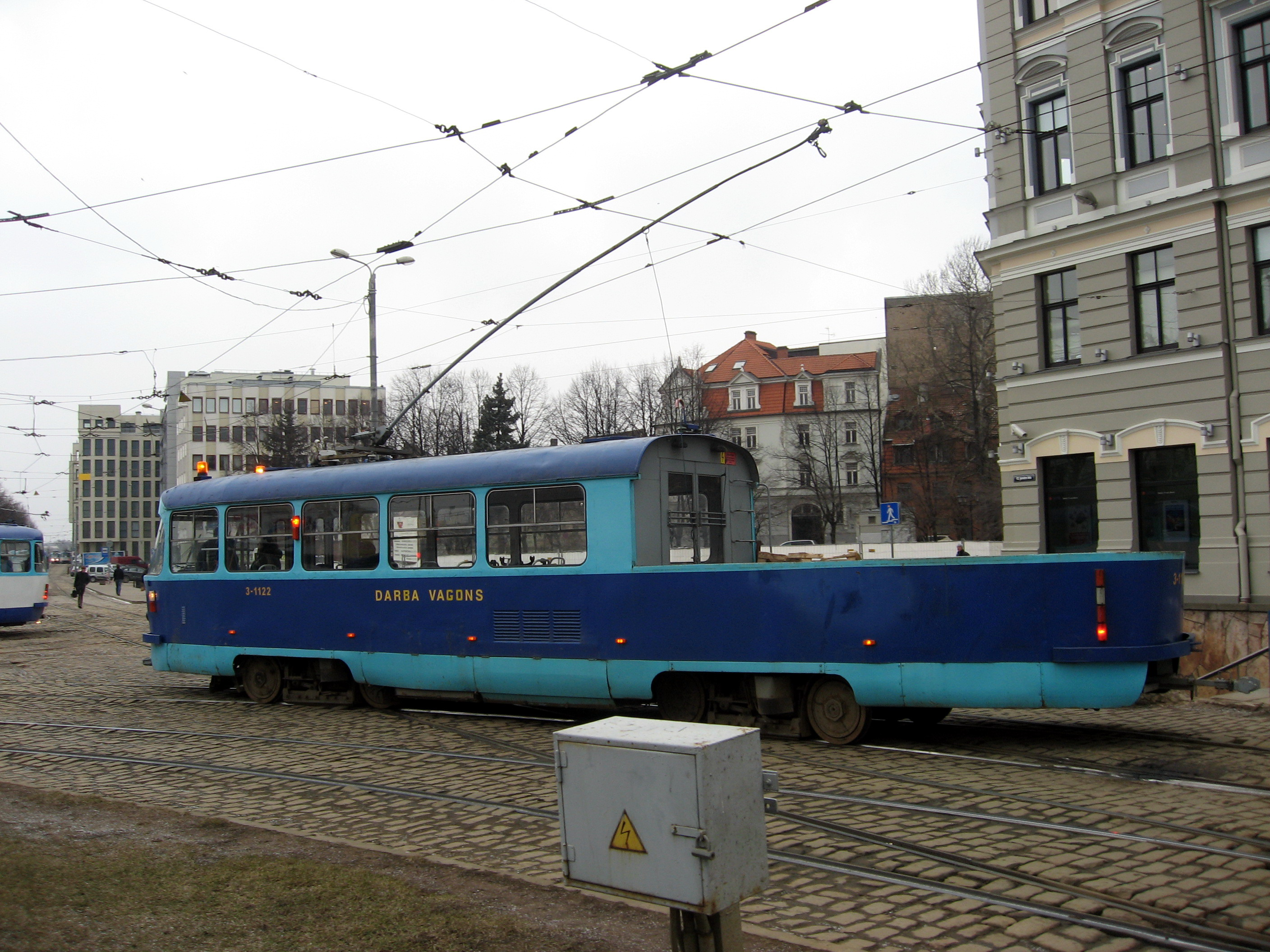
車体後方の屋根が撤去された事業用車両